# NGC 3639
NGC 3639 é uma galáxia espiral (S?) localizada na direcção da constelação de Leo. Possui uma declinação de +18° 27' 31" e uma ascensão recta de 11 horas, 21 minutos e 35,5 segundos.
A galáxia NGC 3639 foi descoberta em 21 de Janeiro de 1855 por William Parsons.